# J Album
 J Album es el undécimo álbum de estudio lanzado por el dúo japonés KinKi Kids el 9 de diciembre de 2009.

## Lista de pistas
| CD  |                                       |                               |                                   |          |  |
| N.º | Título                                | Letras                        | Música                            | Duración |  |
| 1.  | «Swan Song»                           | Takashi Matsumoto             | Kōhei Segawa (瀬川浩平?)          | 4:24     |  |
| 2.  | «Hōseki o Chiribamete»                | Yōji Kubota (久保田洋司?)     | Kenji Hayashida (林田健司?)       | 3:46     |  |
| 3.  | «Ashioto»                             | Yasushi Akimoto (秋元康?)     | Yamazo                            | 5:06     |  |
| 4.  | «Yakusoku»                            | Asari Shingo (浅利進吾?)      | Yūsuke Katō (加藤裕介?)           | 4:16     |  |
| 5.  | «Tsubasa: Little Wing»                | Satomi                        | Testurō Oda (織田哲郎?)           | 5:11     |  |
| 6.  | «Walk On...»                          | Gajin                         | Morihiro Suzuki (鈴木盛広?)       | 3:56     |  |
| 7.  | «Secret Code»                         | Satomi                        | Nittoku Inoue (井上日徳?)         | 4:17     |  |
| 8.  | «Yūutsu to Niji»                      | Murano Chokkyū (村野直球?)    | Narumi Kazuto (成海カズト?)       | 4:35     |  |
| 9.  | «I Will»                              | ma-saya                       | Quadraphonic                      | 4:09     |  |
| 10. | «Missing»                             | Mika Arata (新美香?)          | Anna Engh/Fredrik "Figge" Bostrom | 3:54     |  |
| 11. | «Kaze no Sonnet»                      | Shin'ichi Asada (浅田信一?)   | Daichi (大智?)                    | 5:03     |  |
| 12. | «Ai ni Tsuite» (Regular edition only) | Kuririn Benimatsu (紅茉來鈴?) | Kazuki Ogiwara (萩原和樹?)        |          |  |

## Performance en las listas
J Album debutó número uno con una venta de alrededor de 72.000 copias en el Oricon daily charts. Mantuvo su número uno un día más y debutó número uno con una primera venta de semana de alrededor de 170.000 copias en el Oricon weekly charts.

## Listas, posiciones y certificaciones
| Lista (2009)                    | Máxima posición |
| ------------------------------- | --------------- |
| Japan Oricon Daily Album Chart  | 1               |
| Japan Oricon Weekly Album Chart | 1               |
| Japan Oricon Yearly Album Chart | 49              |

| País  | Proveedor | Ventas  | Certificación |
| ----- | --------- | ------- | ------------- |
| Japón | RIAJ      | 170.183 | Oro           |